# Mazda Cosmo
Mazda Cosmo - серійний автомобіль з роторним двигуном.

## Опис
Прототип був представлений в 1964 році на Токійському автосалоні (Tokio Motor Show). У наступні два роки пройшло перевірку ще 80 прототипів. Серійне виробництво двомісного спортивного купе (яке отримало назву 110S) з роторним двигуном, допрацьованим за ліцензією німецької компанії NSU, почалося в 1967 році.
Офіційна брошура стверджувала: «Судячи з розмірів, вагою та вартістю роторного двигуна, 110S розганяється і рахується швидшим, ніж будь-який інший автомобіль на планеті».
У 1968 році надійність нового типу двигуна була доведена участю двох Cosmo в 84-годинному марафоні Нюрбургринг. І хоча одна з машин зійшла, друга фінішувала на четвертому місці.
Наступне покоління Cosmo, що з'явилося в 1975 році, продавалося вже під брендом RX-5.
У 1991 році модель була відроджена під маркою торгового дому Eunos компанії Mazda і випускалася до 1995 року. Нововведенням стало застосування нового трисекційного роторного-поршневого двигуна об'ємом два літри з двоступінчастим наддувом. Але велика частина автомобілів комплектувалася двигуном об'ємом 1,3 літра, аналогічним встановлюється на моделі RX-7.